# Маркарян, Эдуард Саркисович
Эдуа́рд Сарки́сович Маркаря́н (24 декабря 1929, Эривань — 2011) — советский и российский культуролог. Доктор философских наук, профессор. Более полувека работал в Институте философии, социологии и права Национальной академии наук Республики Армения.

## Биография
В 1953 году окончил юридический факультет Московского государственного университета международных отношений. Окончил аспирантуру при кафедре истории зарубежной философии философского факультета Московского государственного университета имени М. В. Ломоносова. В 1958 году защитил кандидатскую диссертацию на тему: «Исторический очерк и критический анализ концепции общественного круговорота». В 1967 году защитил докторскую диссертацию на тему: «Методологические проблемы системного исследования общественной жизни».
Более полувека работал в Институте философии, социологии и права Национальной академии наук Республики Армения (НАН РА). С 1973 года руководил единственным в бывшем Советском Союзе Отделом теории культуры. Более сорока лет являлся членом учёного совета по присуждению ученых степеней философского факультета.
Основоположник армянской культурологической и традициологической школы. В научных кругах России получил признание «первооснователя отечественной культурологии».
В 2006 году избран почетным членом Российского научно-образовательного культурологического общества.

## Научная деятельность
В 1960-е 1980-е годы им разработаны такие направления как:
1. Общество как универсальная адаптивно-адаптирующая система.
2. Деятельность людей как специфическая разновидность информационно направляемой активности.
3. Культура как универсальный надбиологический способ (технология), посредством которого данная деятельность стимулируется, мотивируется, программируется и исполняется, а её личностные и коллективные субъекты воспроизводятся и изменяются.
4. Научное объяснение культурных традиций.

В 1980 году в Москве состоялась дискуссия по узловым проблемам теории культурной традиции, с подготовленным им докладом.
Разработал концепцию, где все звенья цивилизации (включая материальные технологии), все сферы человеческой деятельности должны служить цели самосохранения человечества.

## Основные публикации
- Маркарян Э. С. Концепция общественного круговорота в философии истории. // Вестник истории мировой культуры. N 2, 1957.
- Маркарян Э. С. О значении сравнительного метода в культурно-историческом познании. // Вестник истории мировой культуры, № 4 (переведена и опубликована в Румынии в 1958 г.), 1957.
- Маркарян Э. С. Исторический очерк и критический анализ концепции общественного круговорота. Диссертация на соискание ученой степени кандидата философских наук. 1958.
- Маркарян Э. С. К оценке концепции локальных цивилизаций Арнольда Тойнби. // Известия АН Армянской ССР. 1959. № 3.
- Маркарян Э. С. О концепции локальных цивилизаций. Ер.: Изд-во. АН Арм. ССР, 1962.
- Маркарян Э. С. Критика концепции эквивалентных цивилизаций. // Вопросы философии. 1963. № 8.
- Маркарян Э. С. О феноменологической природе историко-идеалистической методологии. // Историко-филологический журнал АН Армянской ССР. 1963. № 3.
- Маркарян Э. С. Круговорота исторического теория. // Философская энциклопедия, том 3 (в том же году статья с некоторыми изменениями была опубликована в исторической энциклопедии), 1964.
- Маркарян Э. С. Об основных принципах сравнительного изучения истории. // Вопросы истории. 1966. № 7 (переведена и опубликована в Венгрии в 1968 г.)
- Маркарян Э. С. Культурологическая теория Лесли Уайта и исторический материализм. // Вопросы философии. 1966. № 2.
- Маркарян Э. С. Методологические проблемы системного исследования общественной жизни. Диссертация на соискание ученой степени, доктора философских наук. М., 1967.
- Маркарян Э. С. Методологические принципы исследования общественной жизни как специфического типа организации. Доклад, XIV Международный философский конгресс в Вене, 1968.
- Маркарян Э. С. Очерки теории культуры. Ереван: Изд-во АН Арм. ССР (книга вышла в свет также в Венгрии, Болгарии, Чехословакии), 1969.
- Маркарян Э. С. Места и роль исследования культуры в современном обществознании. // Вопросы философии. № 5, 1970.
- Маркарян Э. С. К проблеме элементного состава человеческого общества. Доклад. VII Всемирный социологический конгресс в Варне. М.: Советская социологическая ассоциация, 1970.
- Маркарян Э. С. О перспективе создания сравнительной наукологии. // Известия АН Армянской ССР. 1971. № 4.
- Маркарян Э. С. Человеческое общество как особый тип организации. // Вопросы философии. 1971. № 10 (переведена и опубликована в Чехословакии в 1972 г.)
- Маркарян Э. С. Методологический анализ понятия «культура» (на англ. яз.). Доклад. IV Международный конгресс по логике, методологии и философии науки. Материалы конгресса. Бухарест, 1971.
- Маркарян Э. С. Вопросы системного исследования общества. М.: Знание, 1972.
- Маркарян Э. С. Системное исследование человеческой деятельности. // Вопросы философии. 1972. № 10.
- Маркарян Э. С. О генезисе человеческой деятельности и культуры. Ереван, 1973.
- Маркарян Э. С. Понятие культура в системе социальных наук. Доклад, IX Международный конгресс антропологических и этнологических наук в Чикаго, 1973.
- Маркарян Э. С. Рецензия на книгу Ю. В. Бромлея «Этнос и этнография». // Вопросы философии. 1973. № 11.
- Маркарян Э. С. О фундаментальных аспектах рассмотрении науки. Доклад. XV Международный философский конгресс // Философские науки. 1974. № 4.
- Маркарян Э. С. К характеристике человеческого общества как универсальной адаптивно-адаптирующей системы // Теория и методика географических исследований. М.: Изд-во Наука, 1974.
- Маркарян Э. С. К пониманию специфики человеческого общества как адаптивной системы. // Географические аспекты экологии человека. М., 1975.
- Маркарян Э. С. О механизмах интеграции общественных и естественных наук. // V Международный конгресс по логике, методологии и философии науки. Материалы конгресса, Лондон (Канада), 1975.
- Маркарян Э. С. Цивилизация как космический феномен. // Международная конференция в Бюраканской астрофизической лаборатории (1971 г.) Связь с внеземными цивилизациями. Проблема СЕТИ. Под редакцией С. А. Каплана М.: Мир, 1975.
- Маркарян Э. С. Методологические проблемы взаимодействия общественных и естественных наук (переведена в ГДР). // Философские науки. 1976. № 4.
- Маркарян Э. С. К оценке информационных определений культуры. // Методологические проблемы анализа языка. Ер., 1976.
- Маркарян Э. С. Теория культуры в системе общественных наук. // Известия Северо-Кавказского центра высшей школы, общ. науки. 1976. № 3.
- Маркарян Э. С. Интегративные тенденции во взаимодействии во взаимодействии общественных и естественных наук. Ер.: Изд-во АН Арм. ССР, 1977.
- Маркарян Э. С. Выступление за круглым столом Культура, история, современность. // Вопросы философии. 1977. № 11.
- Маркарян Э. С. Об исходных методологических предпосылках исследования этнических культур // Методологические проблемы исследования этнических культур: Материалы симпозиума. – Ереван, 1978.
- Маркарян Э. С. Культурная традиция и задача дифференциации ее общих и локальных проявлений // Методологические проблемы исследования этнических культур: Материалы симпозиума. – Ереван, 1978.
- Маркарян Э. С. Проблема целостной характеристики предмета истории культуры // История СССР. № 6. 1979.
- Маркарян Э. С. Рецензия на книгу «Первобытная периферия классовых обществ». // Философские науки. 1979. № 5.
- Маркарян Э. С. Методологические проблемы исследования локального разнообразия культуры (на англ. яз.). // Доклад. V Международный конгресс по логике, методологии и философии науки. Материалы конгресса. Ганновер, 1979.
- Маркарян Э. С. К проблеме осмысления локального разнообразия культуры человечества // // Советская этнография. 1980. № 3.
- Маркарян Э. С. Исходные посылки понимания культуры как специфического способа человеческой деятельности // Философские проблемы культуры. – Тбилиси. 1980.
- Маркарян Э. С. Глобальное моделирование, интеграция наук и системный подход. // Ежегодник. Системные исследования. Методологические проблемы. М.: Изд-во Наука, 1980.
- Маркарян Э. С. Глобально-экологическое моделирование и интеграция наук. Пущино: Научный центр биологических исследований АН СССР, 1980.
- Маркарян Э. С. О средствах оптимизации научно-интегративных процессов. // Вопросы философии. 1980. № 11.
- Маркарян Э. С. К экологической характеристике развития этнических культур. Природа и общество: исторические этапы и формы взаимодействия. М.: Изд-во Наука, 1980.
- Маркарян Э. С. Принципы самоорганизации и интеграция общественных, естественных, технических наук. Взаимодействие общественных, естественных и технических наук. М.: Изд-во Наука, 1980.
- Маркарян Э. Инварианты самоорганизации и проблема внеземных цивилизаций. // Научные чтения, посвященные К. Э. Циолковскому. Сб. материалов чтений, Калуга: Изд-во Наука, 1980.
- Маркарян Э. С. Узловые проблемы теории культурной традиции. Установочный доклад для междисциплинарного круглого стола // Вопросы этнографии. 1981. № 2.
- Маркарян Э. С. О значении междисциплинарного обсуждения проблем культурных традиций. Заключительное слово, подводящее итоги круглого стола // Советская этнография. 1981. № 3.
- Маркарян Э. С. Антропология, этнография и будущее.//Советская этнография. 1981. № 1.
- Маркарян Э. С. Инварианты самоорганизации и эколого-энергетическое исследование общества. Пущино: Научный центр биологических исследований АН СССР, 1981.
- Маркарян Э. С. О социально-управленческом значении формирования культурологии. Тезисы конференции по теории культуры. Пермь: Наука Сибирское отделение, 1981.
- Маркарян Э. С. Проблема внеземных цивилизаций и интеграция наук. // Тезисы симпозиума «Поиск разумной жизни во Вселенной». Таллин, 1981.
- Маркарян Э. С. Локальные исторические особенности культуры и процессы экологической адаптации // Вестник АН СССР. 1981. № 1.
- Маркарян Э. С. Культура как способ социальной самоорганизации. Общая постановка проблемы и ее анализ применительно к НТР. Пущино: Научный центр биологических исследований, 1982.
- Маркарян Э. С. Теория культуры и современная наука: (логико-методологический анализ). – М.: Мысль, 1983. – 284 с.
- Маркарян Э. С. Коллективная монография Культура жизнеобеспечения и этнос. Опыт этнокультурологического исследования (на материалах армянской сельской культуры), Руководитель авторского коллектива, соредактор и соавтор. Ер.: Изд-во АН Арм. ССР, 1983.
- Маркарян Э. С. Принципы исследования истории культуры как системы. // История культуры как система. Новосибирск: Изд-во Наука, 1983.
- Маркарян Э. С. Культурологические исследования в Армянской ССР. М.: Изд-во Центральной Государственной Библиотеки, 1984.
- Источники по теории культуры (избранные труды Э. С. Маркаряна). Университет им. Этвоша Лоранда (на венгерском яз.). Будапешт: Изд-во Университета, 1985.
- Маркарян Э. С. Региональный эколого-ноосферный эксперимент. Обоснование идеи и концепция программы системно-оптимизационных экологических исследований (на примере Армянской ССР). Доклад Научному совету по проблемам биосферы АН СССР. Ереван: Изд. АН Арм. ССР, 1986.
- Маркарян Э. С. Инварианты самоорганизации и проблема внеземных цивилизаций. // К. Э. Циолковский и проблемы развития науки и техники. М.: Изд-во Наука, 1986.
- Маркарян Э. С. Принципы системного исследования культуры (опыт культурологического анализа науки). Диалектика и системный анализ. М.: Изд-во Наука, 1986.
- Маркарян Е. Очерци по теория на културата; За генезиса на човешката дейност и културата. София, 1986.
- Маркарян Э. Теория культуры (избранные труды на немецком яз.). М.: Редакция современных общественных наук. Изд-во Наука, 1986.
- Маркарян Э. Теория культуры (избранные труды на арабском яз.). Редакция современных общественных наук. М.: Изд-во Наука, 1987.
- Маркарян Э. Теория культуры (избранные труды на испанском яз.). Редакция современных общественных наук. М.: Изд-во Наука, 1987.
- Маркарян Э. С. Экология общества и культура. Экология человека. Основные проблемы. М.: Изд-во Наука, 1988.
- Маркарян Э. С. О взаимоотношении между социологией и культурологией науки. Введение в проблему. Краткое изложение докладов: VIII Международный конгресс по логике, методологии и философии науки. Т. 5, ч. 5. (на англ. яз.). М., 1988. С. 420–423.
- Маркарян Э. С. Императивы экологического выживания и наука: поиск новой стратегии (проект Международного фонда за выживание и развитие человечества). Специальный выпуск. Глобальный форум по среде и развитию в целях выживания (Москва, 15–19 января, 1990 г.). Пущино: Научный центр биологических исследований (проект опубликован и на англ. яз.), 1989.
- Маркарян Э. С. Императивы выживания и научно-технический прогресс. Ежегодник 1988. Системные исследования. Методологические проблемы. М.: Изд-во Наука, 1989.
- Маркарян Э. С. Проблема целостного исследования культуры в антропологии США. // Этнология в США и Канаде. М.: Наука, 1989.
- Маркарян Э. С. Традиция как объект системного исследования. Установочный доклад для Международного Будапештского симпозиума по системному исследованию традиций (на англ. яз.) // The Journal of General Evolution. Vol. 34, № 3–4. World Futures, 1992.
- Маркарян Э. С. Воспроизводственная динамика машинно-индустриальной цивилизации и стратегические императивы выживания. // Специальный выпуск. Конференция ООН глав государств по окружающей среде и развитию (Рио-де-Жанейро, 3-14 июня, 1992 г.). Ер., (на англ. яз.), 1992.
- Маркарян Э. С. Пути разработки стратегии экологического выживания и развития. Обоснование стратегической инициативы, выдвинутой делегацией Армении на конференции глав государств в Рио-де-Жанейро. Ер.: Изд-во Гитутюн, 1992.
- Маркарян Э. С. Круглый стол. Научное сотрудничество: диалоги и размышления. Вступительные замечания к Уставу Международной ассоциации содействия созданию стратегий выживания и развития (АСВР) и извлечения из данного Устава: стимулы создания, цели и задачи. // Научная мысль Кавказа, №№ 3–4, 1995.
- Маркарян Э. С. Способность к стратегическому управлению миром. Предстоящая реформа системы ООН сквозь призму эволюционных императивов выживания. Ер.: Гитутюн (на англ. яз.), 1998.
- Маркарян Э. С. Планетарный кризис сквозь призму научно-образовательной культуры // Научная мысль Кавказа, № 3, 1999.
- Маркарян Э. С. Наука о культуре и императивы эпохи. – М.: [б.и.], 2000. – 127 с.
- Маркарян Э. С. Из истории отечественной культурологии // Время культуры и культурное пространство: Сб. тезисов международной научно-практической конференции / Под ред. Т. Г. Киселевой, В. И. Черниченко. – М.: МГУКИ, 2000.
- Маркарян Э. С. Машинная цивилизация. Генезис, пройденные эволюционные фазы, перспективы // Переходные эпохи в социальном измерении. М.: Наука, 2002.
- Маркарян Э. С. Способы противодействия провинциализации культуры армянского народа. // Материалы семинара «Мировоззренческое в современной армянской культурно-образовательной системе». Ер.: Изд-во ЕГУ, 2002.
- Маркарян Э. С. Качество культуры мира. Достаточен ли диалог культур в условиях деструктивного типа развития мировой цивилизации и планетарного кризиса. // Диалог цивилизаций, демократия и мир. Материалы Международной конференции, Цахкадзор, 21–25 октября 2001. Ер., 2002.
- Маркарян Э. С. Мировые институты и стратегические императивы выживания-развития. Поиск путей диалога и кооперации между нациями. Обращение АСВР к Совету Безопасности ООН. Ер.: Асогик, 2003.
- Маркарян Э. С. Новые вызовы и глобальные угрозы международной безопасности в начале 21-го века. Переход к направляемому развитию цивилизации как условие самосохранения человечества. Программный доклад для международного симпозиума. Ереван: Ноян Тапан, 2004. (Изд. также и на англ. яз.)
- Маркарян. Э. С. Глобальные аспекты геноцида армян. Опыт культурологического анализа. Ер.: МИГА НАН РА, 2005.
- Маркарян Э. С. Культурология в контексте глобальной безопасности // Материалы 1-го Российского культурологического конгресса, Санкт-Петербург. Программа, Тезисы докладов СПб: Изд-во Эйдос, 2006.
- Маркарян Э. С. Культурология в контексте глобальной безопасности // Фундаментальные проблемы культурологии. Том I. Теория культуры. СПб., 2008. С. 95–114.
- Markarian, E. S. To the Problem of the Determining Feature of Human Activity. A contribution to the VI World Congress of Sociology (Evian, France). Moscow. Proceedings of the Congress, 1966.
- Markarian, E. S. On the Element Composition of Human Society. A contribution to VII World Congress of Sociology (Varna, Bulgaria). Moscow: Soviet Sociological Association, 1970.
- Markarian, E. S. The Concept of Culture in the System of Modern Sciences. The Concept and Dynamics of Culture. Ed. by B. Bernard!; The Hague, A Contribution to DC International Congress of Anthropological and Ethnographical Sciences (Chicago, USA), 1977.
- Markarian E. S. Neo-Evolutionism and Ecological Study of Culture. Soviet Studies in Ethnography. Problems of Contemporary World (No. 72). Moscow. The Position paper for the Symposium organized within the IX International Congress of Anthropological and Ethnological Sciences (New-Delhi, India). Moscow, 1978.
- Markarian, E. S. On the Principles of Integration of Social and Biological Sciences. Evolution and Environment. V. J. A. Novak, J. Minkovsky (eds.), Praha: CSAV, 1982.
- Markarian, E.S The Correlation of General and Local Historical Types of Culture. Civilization and Historical Process.: Publishing House: Progress, Moscow, 1983.
- Markarian, E. Regional Ecological-Noospheric Experiment. A Substantition of Idea and a Conception of Systems-Optimizational Studies (On the Instance of Armenia). A Report to the USSR Scientific Council on Biosphere (in Russian). Yerevan: The Publishing House of the Armenian Academy of Sciences, 1996
- Markarjan, E. Theorie der Kultur. Moscau: Redaction "Geseltswissentschaften und Gegenvart", 1986.
- Markarian E. Teoria de la Cultura. Moscu: Redaccsion "Sciences Sociales Contemporaneas", 1987.
- Markarian, E. Theory of Culture. Moscow: Redaction "Contemporary Social Sciences" (in Arabic), 1987.
- Markarian, E. S. On the Interrelations between Sociology and Culturology of Science. Introducing the Problem. Abstracts. VIII International Congress of Logic, Methodology and Philosophy of Science. Vol. 5, part 5, p. 420–423. Moscow, 1987.
- Markarian, E. S. Imperatives of Ecological Survival and Science: In Search of a New Strategy Special Issue. The Global Forum on Environment and Development for Survival (Moscow, 15–19 January 1990). Pushchiuno. The Scientific Center for Biological Studies of the USSR Academy of Sciences, 1989.
- Markarian, E. S. Tradition as an Object of Systems Study. // A Position Paper for the International Symposium on Systems Study of Tradition in Budapest. World Futures. The Journal of General Evolution. Vol. 34, No. 3^, 1992a.
- Markarian, E. S. Reproduction Dynamics of Machine Industrial Civilization and Strategic Survival Imperatives. // Special Issue. The UN Conference on Environment and Development (Rio de Janeiro, 3-14 June, 1992), 1992b.
- Markarian, E. S. How to Start the Process Necessary to Bring Scientific, Educational and Managerial Potentials of World Civilization into Correspondence with Survival-Development Strategic Imperatives. A Memorandum to Albert Gore, Vice-President of the USA, written on behalf of the ASDS as a response to his book "Earth in the Balance", 1995.
- Markarian, E. S. Capacity to World Strategic Management Management. The Forthcoming Reform of the UN System through the Prism of Evolutionary Survival Imperatives. The book presents goals, principles, programs and projects of the International Association for Promotion of Creating Survival and Development Strategies (ASDS). Yerevan: Gitutyun Publishing House, 1998.
- Markarian, E. S. Ethics in the Context of Globalization and Planetary Crisis. // Ethics and Politics. Proceedings of the International Conference, Georgia, Tbilisi, 2001.
- Markarian, E. S. Premises for Sustainable Development. From the Symptoms of the Planetary Crisis towards Revealing and Eliminating Its Basic Sources. Yerevan: Noyan Tapan Publishing House, 2002.
- Markarian, E. S. The Appeal of the ASDS to the UN Security Council and other future oriented organizations. World Institutions and Strategic Survival-Development Imperatives (Ways of Dialogue and Cooperation between Nations). Yerevan: Asogic Publishing House, 2003.
- Markarian, E. S. Program Report. International Symposium: New Challenges and Global Threats to International Security at the Turn of the Century. Transition to a Humanistic Guided Evolution of Civilization as a Condition for Self-Preservation of Humanity. Yerevan: Noyan Tapan Publishing House, 2004.
- Markarian, E. S. Ways of Perceiving Sociocultural Pattern of Life. An Autobiographical Essay (a manuscript), 2006.
- Markarian, E. S. The Primary Goal of Philosophy in the XXI Century (Philosophy and Science on Survival and Development). // News and Views, N 11 (April, 2006). International Academy for Philosophy, 2006.